# Hexigten
Hexigten  (en chino:克什克腾旗, pinyin:Kèshíkèténg Qí , en mongol:Хэшигтэн хошуу, transliteración:Kesigten qosiɣu) conocida en la dinastía Liao por su nombre chino  de Shangjing (上京) léase Shang-Ching , es una bandera
bajo la administración directa de la ciudad-prefectura de Ulanhad en la provincia de Mongolia Interior, República Popular China. La región yace un zona valle con una altitud promedio de 1100 m s. n. m. en la confluencia del río Biru, tributario del Río Liao , parte sureste de las montañas Daxinganling (大兴安岭山脉). Es comunicada con el distrito de Hongshan (Sede de gobierno local) por la carretera nacional china 303 (303国道) a 240 km de distancia.  Su área total es de 20 678 km², de los cuales cerca de 12 km² pertenecen a la zona urbana y su población proyectada para 2010 fue de 210 000 habitantes.

## Administración
La Bandera de Hexigten se divide en 18 pueblos que se administran en 7 poblados, 4 sumos y 2 villas.

## Etimología
Fue nombrada en honor al clan mongol Hishigten (Хишигтэн) que eran considerados los descendientes de los Kheshig, la guardia imperial del Imperio Mongol.

## Dalai Nur
El Dalai Nur (达里诺尔）es un lago de agua salada ubicado al oeste del área urbana de la ciudad,  tiene una superficie de 228 km² con profundidad media de unos 5 metros, la parte más profunda es de 13 metros y la capacidad de almacenamiento de agua es de más de 1600 millones de metros cúbicos. El agua del lago proviene principalmente del río Gongge. En él habita el Leuciscus waleckii .